# قورین ابو الباول
قورین ابو الباول یک کوه است که در قطر واقع شده‌است. قورین ابو الباول ۱۰۳ متر بالاتر از سطح دریا واقع شده‌است.